# Luna van Leeuwen
Luna van Leeuwen (2003) is een Nederlandse violiste.
Zij werd op haar zevende toegelaten tot de School voor Jong Talent van het Koninklijk Conservatorium (Den Haag), waar zij les kreeg bij Koosje van Haeringen. Na van Haeringen's overlijden in 2017 zette van Leeuwen haar studie voort bij Stephan Picard, eerst in Den Haag en vanaf 2018 in Berlijn. Ook heeft ze masterclasses gevolgd bij Coosje Wijzenbeek, Emmy Verhey en Simone Lamsma. Daarnaast volgt zij een gymnasiumopleiding.
Luna van Leeuwen won diverse prijzen, waaronder de eerste prijs van de Internationaler Anton Rubinstein Wettbewerb (2015), de eerste prijs van het Nederlands Vioolconcours in 2016 (categorie Iordens) en de tweede prijs en de publieksprijs tijdens de nationale finale van het Prinses Christina Concours (2017).
In 2018 was zij de winnares van het Koninklijk Concertgebouw Concours voor solisten van 9 tot 14 jaar, hetgeen onder meer meebracht dat zij een optreden had in de Grote Zaal van het Concertgebouw.
Zij soleerde in het Eerste vioolconcert van Max Bruch met de Real Filharmonia de Galicia en trad op tijdens het Kinderprinsengrachtconcert.